# ぷにゅぷにゅ勇者 ミャメミャメ
『ぷにゅぷにゅ勇者 ミャメミャメ』は、『月刊コロコロコミック』で2013年10月号から2015年10月号まで連載されたかしもとまなヴの漫画作品。

## 概要
主人公である勇者・ミャメミャメ率いる珍道中が、魔王を倒すべく冒険を繰り広げるRPGギャグ。
『学級王ヤマザキ』から約12年ぶりのカッシーギャグ作品であり、『ヤマザキ』終了から前作『キメル』シリーズまでは『コロッケ!』や『ぼくはガリレオ』といったストーリー漫画を手掛けていた。
後半のストーリーは駆け足であり、作者も連載終了に際し「ミャメにはもっといろんな冒険をさせてあげたかったのですが、こればかりは仕方ないですよね」と打ち切りによる連載終了を仄めかしている。

## あらすじ
舞台はRPGのようなファンタジー世界。かつて世界を破滅させようとしていた魔王デカチンデスがこの世に復活する。そのとき、どこからか「伝説の白き勇者」ミャメミャメが現れる。下品で変態だが、勇者としての実力は超一流のミャメミャメのまえには、恐ろしい「マモノン」の数々が立ちはだかる。ミャメミャメはイプルン王国のオッパ・イプルン王女と仲間たちとともに魔王討伐の旅に出る。

## 登場キャラクター

### 勇者サイド
ミャメミャメ
主人公。見た目はネコだが、最強の勇者。略称して「ミャメ」と呼ばれることも。「ぷにゅぷにゅ」を何より愛するスケベ根性丸出しな性格で、中でもオッパのぷにゅぷにゅに執着する。ぷにゅぷにゅに執着するあまり、普段は戦う気力をあまり見せないものの勇者としての実力は本物で、オッパ（の巨ぷにゅ）を傷つけられたり、誰かの家族に危害が加わると激怒して、その実力を見せる。一方、モチベーションがぷにゅぷにゅに依存しており、四天王のチョメロン・ヘデスのオッパのぷにゅぷにゅを縮小するという策にハマって激しく弱体化したことも。幼い頃、目の前で母親をマモノンにさらわれた過去を持つ。その過去から「もう誰にも、大事な人を失う悲しみを味わって欲しくない」という信念を持つに至った。ネコだけに魚が大好物で、食事中など所かまわず毛玉を吐き出すこともある。一人称は「ミャー」。
「ハイパー猫パンチ」や「肉球ディフェンス」、「毛玉キャノン」など、強力で豊富な技を持つ。武器は秘剣「邪嵐（じゃあらし）」（見た目は猫じゃらし）。
ミャ法使いミャメミャメ
「魔タタビドロップ」なるアイテムを使い、変身を遂げたミャメミャメ。イケメンの人間体になり、その美貌はオッパを魅了する。様々なミャ法（魔法）を使うが、そのほとんどがダジャレになっている（「メガグルン」「アータマデッカー」など）。呪文は早口言葉となっている。ミャ法は強力だが、その分力は弱くなる。さらに巨ぷにゅを嫌うようになってしまう。
真・勇者ミャメミャメ
母に力の全てを注がれ、真の姿となったミャメミャメ。人間の少年のような姿をしている。パワーはネコの時と変わらず、ミャ法使いの時と同様ミャ法を使えるのでより強力になった。さらに、武器も秘剣「邪嵐」から真剣「邪魔嵐（じゃまあらし）」という正当な剣になり、巨大なハンマーやバットにもなる。また、GBFの力で仲間が装備アイテムへ変化し、彼に装備される。
オッパ・イプルン
ヒロイン。イプルン王国の王女。ミャメミャメと共に魔王を倒す旅に出た。ミャメミャメも気に入るほどの巨ぷにゅ（巨乳）の持ち主で、ミャメミャメにセクハラされる度に張り倒している。剣術に秀でており、大剣を武器にしているが、マモノンとの戦闘では大抵噛ませ犬に終わる。一方、その巨ぷにゅは結果として戦闘を打開することに役立つ面が多々あり、その描写から一種のヨゴレ枠と言っても過言ではない。基本的に奔放な仲間に振り回される苦労人ポジションだが、味方がイケメン化すると露骨に態度を変えて暴走する。デカチン大会では、正体を隠すためぷにゅぷにゅのマスクを被らされ出場する（本人いわく「違和感大有り」）。GBFの力で剣に姿を変える（マスターZOOいわく「無駄にラブリー」）。最初はミャメミャメをただの変態と見做して毛嫌いしていたが、ミャメミャメが勇者を志した理由を知ってからは、彼を「強さだけでなく覚悟も併せ持った勇者」としてある程度認めている。『手裏剣トンマ』にもモブキャラクターとして登場。
ホミョホミョ
聖なるペガサスの子供。天馬の城に住んでおり、同じぷにゅぷにゅ好きとしてミャメミャメと意気投合している。逆にオッパには冷たい。母親をマモノンに襲われ、ミャメミャメに助けてもらった礼としてお供になった。鳴き声は「ホー」。GBFの力で翼に姿を変える。
キャメキャメ
ツノガメ型のマモノン。マモノンだが、良い心を持っている。海でミャメミャメに助けられたのち、竜宮城での一軒で仲間となる。不細工な乙姫を「美しい」と言う程美的センスが無い。口癖は「〜でしゅ」だが、デカチン大会では「〜でっす」になっていた。GBFの力で盾に姿を変える。
武闘家（ぶとうキャ）キャメキャメ
キャメキャメが「たまて箱」を開け変身した姿。ミャメ同様イケメンの美少年となりこれまたオッパを魅了する。「爆脚」や「毒脚」といった強力な足技を使う。
タマさん
ミャ法使いミャメミャメの大ミャ法「猫玉」によって呼び出される召喚獣。超巨大な黒猫。
毒消し魔人
ミャ法使いミャメミャメの召喚魔法で現れたケシカスくんの顔をした色黒な魔人。呼び出す呪文は「セッラムセッラム、ンクスカシケ〜」。ミャメが受けた毒を尻からストローで吸った。
母ちゃ
ミャメミャメの母。デカチンデスも一目置く伝説の魔法使い。数年前マモノンにさらわれ、デカチンデスの完全復活の糧として魔力と共に喰われたと思われていたが、最後の力を振り絞ってデカチンデスの体を操り、自らの命と引き換えにミャメに力を全てささげ、真の姿に変貌させた。オッパに負けず劣らずの巨ぷにゅであり、その存在はミャメミャメのぷにゅぷにゅ好きのルーツになっている。

### 敵サイド
チョメロン・ヘデス
デカチンデスを守る四天王の一人。呪文でマモノンを巨大化することができる他、自身の姿も変えられる。モチーフとなる図形は「×」。
呪文は「イッチョメイッチョメワオワオ〜オ」であり、段階ごとに「ニッチョメ」「サンチョメ」「ヨンチョメ」「ヒャクチョメ」と変わる。
ニセ乙姫 / キング・カズーニョ
竜宮城に潜んでいたマモノン。ミャメミャメたちをおびき寄せるためにキャメキャメを利用していた。乙姫の姿の時はオッパ以上の巨ぷにゅで鞭を持っている。真の姿はダイオウイカのようで、足を切られても再生する。
マルビー・モレロ
四天王の一人。かつてミャメミャメの母をさらっていた。顔が大きく、頭の上にデカチンデスとミャメの母を乗せていた。モチーフとなる図形は「○」。
シカクーイ・ニカク
四天王の一人。四角い顔をしており、デカチン大会の司会を務める。あらゆる攻撃を防ぐ「死角イバリア」を作り出すことができる。また、サイコロに姿を変えることもでき、転がると強力な魔力が発動し、出た目の数だけ死者が出る。モチーフとなる図形は「□」。
チェリッシュ
昆虫マモノンチームのひとり。テントウムシマモノン。口から毒針を出したり、卵を産むことができる。また、その後の姿の時は他のマモノンの力を取り込むことで強大な姿に変化させることができる。
トライアングルP
四天王最後の一人。三角形の顔をしている。勇者アカデミーに現れミャメを襲った。本体は頭でパンツ（P）の形をしており、半年間洗濯していないため相当臭い。モチーフとなる図形は「△」。
魔王デカチンデス
世界を破滅に導かんとする魔王。かつては封印され、長い年月を経て復活した。人間のような見た目だがまだ完全体ではなく、白いメス猫魔法使い（ミャメの母）のエネルギーを吸って完全復活を遂げようとする。私物（つまようじなど）は異様に大きい。また、攻撃を受ける度に自分のパワーとして取り込み、さらにパワーアップする能力を兼ね備えている。さらに最終形態になると名前から察する通りチ○コのような姿になり（ミャメいわく「ラスボス感皆無」）、パワーもより増している。

### 勇者アカデミー
マスターZOO（ズー）
勇者アカデミーの先生で、伝説の勇者を探し旅をしている。実は九尾のキツネ勇者であり、首の部分が本体で身体はただの鎧である（どうやって歩いたのかは謎に包まれている）。
ツンツン
ハリネズミ勇者。身体から針を出すことができ、それを使った多彩な攻撃を持つ。短気で過去に起こった悲しい出来事から友達はいらないと思っていたが、マモノンとの戦闘でミャメと共闘し、少しは友情を分かち合った。
覇王パオパオ
ゾウ勇者。ハンマーを所持しており、鼻からミサイルを発射する。また、戦車の装甲の何十倍も硬い皮膚を持っている。
ムハムハ
ハムスター勇者。口からひまわりの種バルカンを発射する。見た目は「ちっさいおっさん」。
ミルミル
ウシ勇者の少女。常に草を食べており、オッパ並みの巨ぷにゅを持つ。
ケロケロ
カエル勇者。身体を自在に伸ばせる。
ニョロニョロ
ヘビ勇者。とぐろを巻いて傘や帽子になる。
ガウガウ
突如転入したライオン勇者。気弱で見た目は可愛らしいが、ミャメの必殺技を片手で跳ね除けた。実は魔王デカチンデスが変身した姿で、ミャメが教室から離れている間にオッパやマスターZOOたちを襲った。

### その他
イプルン国王
イプルン王国の王でオッパの父。本名不明。マモノンやデカチンデスのことを知り、伝説の白き勇者の存在を古文書で知る。
イプルン王妃
オッパの母。こちらも本名不明。彼女のぷにゅぷにゅは「ふにゃふにゃ」とミャメは残念がっていた。
乙姫・キャデリーヌIII世
竜宮城の乙姫。不細工な顔立ちだが、マモノンであるキャメキャメにも手を差し伸べる清らかな心の持ち主。
タロー
キャメキャメの昔の友達。彼の村がマモノンに襲われた際、キャメキャメに助けられたが、マモノンたちに「裏切り者」と称され、彼の身を案じたキャメはそのまま去って行った。
ニャメニャメ
魔王封印のため旅立った「伝説の白き勇者」だが、明らかにミャメの偽物である。顔や耳、尻尾の形が微妙に違い、魔剣「多嵐（たあらし）」（見た目はたわし）が武器。
また、仲間にイペタン王国王女オッパ・イペタン、リアルな亀のチャメチャメ、ロバのホショホショがいる。
アルアル
アルマジロ勇者でツンツンのかつての友達。2人でデカチンデスを倒そうとしたが、強大な力に歯が立たず、ツンツンの身代わりとしてデカチンデスに飲み込まれた。

## 用語
ぷにゅぷにゅ
作品のタイトルにもなっている用語で、ミャメミャメはおっぱいをそう呼んでいる。また、揉んでいる時の擬音にも使われる。
マモノン
魔王デカチンデスに仕える大概は落書きのようなモンスター。物、昆虫、獣、人間型など様々なタイプがあり、目からビームを出す者や体から砲弾を撃ってくる者もいる。
GBF
魔王を封印するためのアイテムだが、その実態は「牛乳ビンのフタ（Gyu^nyu^ Bin no Futa）」である。48個集めればデカチンデスを封印できる。少し臭い。
スミャホ
ミャメミャメが所持するスマートフォンのようなアイテム（オッパいわく「世界観台無し」）。「GBFレーダー」などのアプリがある。
魔タタビドロップ
ミャメミャメが母から譲り受けた秘薬。これを舐めると一定時間ミャ法使いに変身できる。
たまて箱
キャメキャメが武闘家に変身する際に使う箱。乙姫からもらった。
イプルン王国
オッパの故郷で冒険の始まりの舞台でもある。
天馬（ペガサス）の城
天空にそびえ立つ城。ジャックと豆の木のような巨大な弦（エレベーターも設置）を登った先にある。GBFが隠されており、ペガサスたちが日夜マモノンから守っている。
竜宮城
乙姫が治める「ムチムチとぷにゅぷにゅのパラダイス」。水深1000mの深海にあるため直通エレベーターで向かう。
新大陸
竜宮城から船で移動した大陸。ミャメたちはここでデカチンデスと初遭遇する。「ミャクドナルド」というバーガー店がある。
第1回 デカチン大会
デカチンデス主催のマモノンバトル大会。チームで出場し、優勝チームはデカチンデス直属の部下になれる。デカチンデスに近づこうとミャメたちも「ぷにゅぷにゅマスクチーム」として参加する。
勇者アカデミー
勇者たちが集いマスターZOOが講師を務める学校。浮遊する巨大な岩の上にそびえ立つ。

## 単行本
| VOL | 発売日     | サブタイトル | 登場マモノン |
| --- | ---------- | --- | --- |
| 1   | 2014-05-28 | 第1話「伝説の白き勇者、ミャメミャメ参上!!」 第2話「いざ、冒険の旅へ!!」 第3話「母のぷにゅぷにゅを守れ!!」 第4話「体内ダンジョンから脱出せよ!」 第5話「四天王・チョメロン襲来…!!」 第6話「最凶、巨大化魔法!!!」 爆笑編「出現!巨大ぷにゅぷにゅ!!」                                   | ユキちゃん（人間タイプ） チムチム・ペリー（怪獣タイプ） デカパン・ボエボエ（魚タイプ） ヨコワケ・ジョニー（人間タイプ） ダイナマイト・ミミ（ワームタイプ） チョメロン・ヘデス（四天王）                                                                             |
| 2   | 2014-10-28 | 第7話「ミャ法使いミャメミャメ、爆誕!」 第8話「謎のツノガメ現る…!」 第9話「Let's Go 竜宮城!!」 第10話「新たな戦士誕生!」 第11話「乙姫さまを取りもどせ!」 第12話「魔王デカチンデス、運命の再会…!」 番外編「衝撃!ウンチマモノン襲来!?」                                               | ゲラッパ・タクヤ（凶悪クラゲタイプ） キング・カズーニョ（ダイオウイカタイプ） ミャック・鈴木（ハンバーガータイプ） マルビー・モレロ（四天王） 魔王デカチンデス |
| 3   | 2015-3-27  | 第13話「第1回!デカチン大会開催!!」 第14話「フルチンデスくんを鳴らせ!」 第15話「大将戦、開幕!」 第16話「恐怖!昆虫マモノンの力…!!」 第17話「大ピンチ!はがされたマスク!」 番外編①「呪いのマモノン降臨…!」 番外編②「サッカー対決、キックオフ!」 番外編③「歓迎!マモノン温泉出可珍荘!!」 | シカクーイ・ニカク（四天王） 有野ママニー（アリタイプ） クワタマ・スミー（クワガタタイプ） チェリッシュ（テントウムシタイプ） ニックン（筋肉タイプ） ニクQ（肉球タイプ） ワラちゃん（呪いタイプ） キル・キル（剣士タイプ） ナゲル・マクラクラン（まくら投げタイプ） |
| 4   | 2015-8-28  | 第18話「ミャメミャメ、死す…!?」 第19話「母ちゃの力」 第20話「真・勇者ミャメミャメ!!」 第21話「デカチンデスの能力」 番外編①「伝説の白き勇者、ニャメニャメ!?」 番外編②「勇者の愛情クッキング!!」 番外編③「ビックリ魔法で大変身!?」 番外編④「4年3組!オッパ先生!!」                    | ソコ・チョネル（服タイプ） ミキチャン（女の子タイプ） 巨大マモノン ビックリぼうや（魔法使いタイプ） |
| 5   | 2015-12-28 | 第22話「勇者アカデミーへようこそ!」 第23話「最強転入生・ガウガウ!?」 第24話「デカチンデス、最凶の姿…!!!」 最終話「ぷにゅぷにゅは世界を救う!」 番外編①「続・4年3組!オッパ先生!!」 番外編②「勇者軍団、遠足へ行く!」 特別収録「爆裂!カッシーオールスターズ」                          | マーク・パンチャー（グローブタイプ） トライアングルP（四天王） 魔王デカチンデス（最終形態） |